# Helga Schmidová
Helga Maria Schmidová (nepřechýleně Schmid; * 8. prosince 1960 Dachau, Západní Německo) je německá diplomatka. Mezi lety 2020 a 2024 byla generální tajemnicí Organizace pro bezpečnost a spolupráci v Evropě (OBSE).
V letech 2016 až 2020 byla generální tajemnicí Evropské služby pro vnější činnost (ESVČ) a předtím sloužila ve vysokých pozicích v německé diplomacii.